# Groene Kruis Sanatorium
Het Groene Kruis Sanatorium was een Nederlands tuberculose-sanatorium aan de Johanna Paulinalaan (thans Koepoortstraat) in Delft, in de provincie Zuid-Holland.

## Geschiedenis
In Delft werden door de Zuid-Hollandse vereniging het Groene Kruis reeds in 1910 drie paviljoens geopend voor tuberculose-patiënten. De paviljoens stonden op draaibare plateaus en waren daarom te draaien naar de stand van de zon. Voor lijders aan tuberculose werd namelijk in die tijd een kuur van bedrust in de frisse lucht voorgeschreven.

### Het sanatorium
In 1924 werd het sanatorium gebouwd door dezelfde vereniging. Het werd op 21 maart 1925 in gebruik genomen onder de naam Dag- en Nachtverblijf. Omdat deze naam verwarrend bleek, werd het in 1931 gewijzigd in Groene Kruis Sanatorium. Het ontwerp van het santorium werd gemaakt door een ingenieur van de Delftse gemeentewerken, Maurits Theodorus Elout. Er was een hoofdgebouw met twee vleugels en er waren diverse losse dagpaviljoens in de omliggende tuinen. Het hoofdgebouw bestond uit twee verdiepingen met een plat dak. Hier bevonden zich op de begane grond onder andere het consultatiebureau, onderzoek- en werkkamers, de eetzaal, de keuken en de ontspanningszalen voor de patiënten. Op de eerste verdieping waren de slaapkamers voor het personeel en de voorraadkamers. De twee vleugels hadden slechts één verdieping, hier waren de patiëntenverblijven. In totaal was er ruimte voor veertig patiënten.
Naast de rustkuur werd er door de patiënten ook gewandeld en gewerkt. Vanaf de bouw van het sanatorium was er namelijk een timmerloods waar patiënten een soort van arbeidstherapie genoten. Er werd onder andere een duiventil gemaakt die in het gazon werd geplaatst. In 1936 werd een stuk grond aangekocht waarop een wandeltuin voor de patiënten werd aangelegd. Ter vermaak van de patiënten werden er ook vaak muziekavondjes georganiseerd.
Door de jaren heen waren er verschillende verbouwingen. Zo werd in 1935 op de twee vleugels van het gebouw een nieuw dak gezet, zodat er een zolder ontstond. Hierdoor werden de paviljoens hoger dan het hoofdgebouw, dat een plat dak bleef houden. Later is ook het hoofdgebouw met een extra verdieping verhoogd. In 1939 werd er een nieuw consultatiebureau gebouwd op het terrein, naar ontwerp van architect C.H. Kalis. Ten slotte werd er in 1950 uitgebreid, en kwamen er drie nieuwe paviljoens.

### Einde
Het aantal tuberculosebesmettingen nam in de jaren vijftig af en tuberculose werd nu effectief behandeld met antibiotica. In het begin van de jaren zestig veranderde de bestemming van het sanatorium, en werden er ook andere longziekten behandeld. Uiteindelijk werd het sanatorium gesloopt.